# 1985 w muzyce
Wydarzenia muzyczne w 1985 roku.

## Wydarzenia
- 28 stycznia – amerykańscy muzycy, między innymi Ray Charles, Bob Dylan, Michael Jackson, Billy Joel, Cyndi Lauper, Willie Nelson, Lionel Richie, Smokey Robinson, Kenny Rogers, Diana Ross, Paul Simon, Bruce Springsteen, Tina Turner i Stevie Wonder, nagrali piosenkę „We Are the World”
- W styczniu brytyjska grupa Queen rozpoczyna światową trasę koncertową
- luty – Whitney Houston wypuszcza swój pierwszy album
- 3 marca – Michael Jackson ma swojego sobowtóra z wosku w Londynie w muzeum Madame Tussaud
- 1 kwietnia – David Lee Roth opuszcza Van Halen aby rozpocząć solową karierę
- czerwiec – Jimmy Somerville opuszcza Bronski Beat by założyć The Communards
- 13 lipca – Live Aid koncert na Wembley (na Wembley grał m.in. Queen) i w Filadelfii na rzecz głodujących w Etiopii
- 31 grudnia – Ricky Nelson, amerykański aktor, piosenkarz i gitarzysta popowy, zginął w katastrofie lotniczej
- Oficjalny rozpad zespołu Gyllene Tider, choć później powracali jeszcze nagrywając nowy materiał na płytach z największymi przebojami oraz dawali koncerty w rodzinnej Szwecji.
- Powstaje zespół Guns N’ Roses
- Powstanie australijskiej grupy rockowej Crowded House
- Wydanie pierwszego albumu niemieckiej grupy Modern Talking The 1st Album
- Powstaje duet Gang Starr, którego członkami są Guru (MC) i DJ Premier (DJ/Producent) – Pionierzy jazz-hopu
- Powstaje węgierski zespół Bohém Ragtime Jazz Band

## Urodzili się
- 1 stycznia – Mowzey Radio, ugandyjski piosenkarz (zm. 2018)
- 2 stycznia – Hella, fiński muzyk i piosenkarz, klawiszowiec zespołu Lordi
- 6 stycznia – Ben Haenow, brytyjski piosenkarz
- 7 stycznia – Wolha Samusik, białoruska piosenkarka (zm. 2010)
- 9 stycznia – Matheo, właśc. Mateusz Schmidt, polski raper i producent muzyczny
- 10 stycznia – Claudio Capéo, francuski piosenkarz i akordeonista
- 21 stycznia – Aura Dione, duńska piosenkarka i autorka tekstów
- 22 stycznia – Orianthi, właśc. Orianthi Panagaris, australijska gitarzystka, wokalistka oraz kompozytorka
- 25 stycznia
  - András Kállay-Saunders, węgierski piosenkarz, autor tekstów i producent muzyczny
  - Tina Karol, ukraińska piosenkarka
- 29 stycznia – Rag’n’Bone Man, brytyjski piosenkarz i autor tekstów
- 30 stycznia
  - Arysta, właśc. Anastazja Kuzniecowa, rosyjska muzyk, kompozytorka, piosenkarka, pianistka i autorka tekstów
  - Conkarah, jamajski piosenkarz reggae
- 31 stycznia – Kalomira Sarantis, grecka piosenkarka
- 2 lutego – Melody Gardot, amerykańska piosenkarka jazzowa, autorka piosenek, pianistka i gitarzystka
- 5 lutego – Bartek Pieszka, polski wibrafonista i kompozytor jazzowy, pedagog
- 8 lutego – Seo Min-woo, południowokoreański piosenkarz, aktor (zm. 2018)
- 11 lutego – William Beckett, amerykański wokalista rockowy, muzyk zespołu The Academy Is...
- 17 lutego – Michał Przerwa-Tetmajer, polski gitarzysta, wokalista, twórca muzyki, autor tekstów
- 19 lutego – Haylie Duff, amerykańska aktorka i piosenkarka pop
- 20 lutego
  - Jerome Simeon, brytyjski piosenkarz, członek zespołu Lexington Bridge
  - Julija Wołkowa, rosyjska piosenkarka t.A.T.u.
- 21 lutego – Justyna Panfilewicz, polska piosenkarka, autorka tekstów i interpretatorka poezji śpiewanej
- 26 lutego
  - K2, właśc. Tomasz Marycki, polski raper
  - Marek Ztracený, czeski piosenkarz
- 28 lutego – Michał Partyka, polski śpiewak operowy (baryton)
- 6 marca – Pretty Yende, południowoafrykańska śpiewaczka operowa (sopran)
- 8 marca – Ewa Sonnet, polska fotomodelka erotyczna i piosenkarka
- 9 marca – Noize MC, właśc. Iwan Aleksiejew, rosyjski raper i autor tekstów
- 11 marca – Stefan Wesołowski, polski kompozytor, skrzypek i producent muzyczny
- 12 marca – Stromae, właśc. Paul Van Haver, belgijski piosenkarz i przedsiębiorca
- 13 marca – Łukasz Konieczny, polski śpiewak operowy (bas)
- 18 marca – Marvin Humes, brytyjski piosenkarz, aktor, prezenter telewizyjny, DJ i dziennikarz radiowy
- 19 marca – Christine Guldbrandsen, norweska piosenkarka
- 23 marca – Steve McCroie, brytyjski piosenkarz
- 27 marca – Kasmir, fiński piosenkarz, muzyk i producent muzyczny
- 28 marca
  - Ian Axel, amerykański piosenkarz i autor tekstów, członek duetu A Great Big World
  - Jakub Kościuszko, polski gitarzysta klasyczny
- 29 marca – Mirusia Louwerse, australijska sopranistka holenderskiego pochodzenia
- 30 marca – Tian Yian, chińska piosenkarka, autorka tekstów, gitarzystka, aktorka, nowelistka i fotografka
- 2 kwietnia – Lala Karmela, właśc. Karmela Mudayatri Herradura Kartodirdjo, indonezyjsko-filipińska piosenkarka
- 3 kwietnia – Leona Lewis, brytyjska piosenkarka, autorka tekstów, kompozytorka
- 9 kwietnia – Tomohisa Yamashita, japoński kompozytor, autor tekstów, aktor
- 10 kwietnia
  - Sławomir Archangielski (Kusterka), polski basista i kompozytor, muzyk zespołów Hate, Saltus i Naumachia (zm. 2013)
  - Shōhei Sekimoto, japoński pianista
- 12 kwietnia – Olga Sieriabkina, rosyjska piosenkarka, członkini zespołu Serebro
- 13 kwietnia – Ty Dolla Sign, właśc. Tyrone Griffin, amerykański raper i producent muzyczny
- 15 kwietnia – Elias Hämäläinen, fiński piosenkarz i muzyk
- 16 kwietnia – Benjamín Rojas, argentyński aktor, piosenkarz, kompozytor i model
- 18 kwietnia – Jelena Tiemnikowa, rosyjska piosenkarka
- 20 kwietnia
  - Chris Jones, brytyjski piosenkarz i autor tekstów
  - Nina Žižić, czarnogórska piosenkarka
- 21 kwietnia – Łukasz Trepczyński, polski pianista
- 23 kwietnia – Taio Cruz, brytyjski piosenkarz, autor tekstów i producent muzyczny
- 25 kwietnia – David Beucher, francusko-polski śpiewak operowy (tenor), kompozytor
- 27 kwietnia – J-Son, szwedzki raper i autor tekstów
- 29 kwietnia
  - Aurora, fińska piosenkarka pop i reggae
  - Deniz Koyu, turecko-niemiecki DJ i producent muzyczny
- 30 kwietnia – Dominika Gawęda, polska wokalistka zespołu Blue Café
- 2 maja – Lily Allen, angielska piosenkarka
- 3 maja
  - Nowator, właśc. Paweł Lipski, polski raper
  - Maciej Piszek, polski pianista
  - Ramón, właśc. Ramón del Castillo Palop, hiszpański piosenkarz
- 6 maja – Alina Süggeler, niemiecka piosenkarka i modelka, wokalistka zespołu Frida Gold
- 7 maja – J Balvin, kolumbijski raper
- 9 maja – Trish Doan, kanadyjska gitarzystka basowa, członkini zespołu Kittie (zm. 2017)
- 18 maja – Francesca Battistelli, amerykańska piosenkarka muzyki chrześcijańskiej i autorka tekstów
- 21 maja – Mutya Buena, brytyjska wokalistka pop
- 27 maja – Szczepan Kończal, polski pianista
- 28 maja – Colbie Caillat, amerykańska piosenkarka pop, autorka piosenek, gitarzystka
- 29 maja – Magdalena Krysztoforska-Beucher, polska śpiewaczka operowa (sopran), kompozytorka
- 1 czerwca – Tamara Todewska, macedońska piosenkarka
- 3 czerwca – Klemen Slakonja, słoweński aktor, komik, osobowość telewizyjna, piosenkarz i muzyk
- 4 czerwca
  - Leon Botha, południowoafrykański, malarz i performer muzyczny (zm. 2011)
  - Alicja Janosz, polska piosenkarka, laureatka programu Idol
- 5 czerwca – Alle Farben, niemiecki DJ i producent muzyczny
- 7 czerwca – Claydee, właśc. Klejdi Llupa, albański piosenkarz
- 11 czerwca
  - Dzmitryj Kałdun, białoruski piosenkarz
  - Josh Ramsay, kanadyjski piosenkarz, autor tekstów, producent muzyczny, inżynier dźwięku i aktor
- 15 czerwca
  - Nadine Coyle, brytyjska piosenkarka Girls Aloud
  - Krystyna Durys, polska wokalistka jazzowa (zm. 2023)
- 17 czerwca – Ayşegül Coşkun, turecka aktorka, piosenkarka i kompozytorka
- 19 czerwca – Majia Kristalinska, rosyjska wokalistka estradowa; Zasłużona Artystka RFSRR (1974) (ur. 1932)
- 21 czerwca
  - Amel Bent, francuska piosenkarka
  - Lana Del Rey, amerykańska piosenkarka i autorka tekstów
- 24 czerwca – Piotr Schmidt, polski trębacz jazzowy, kompozytor, wykładowca, lider zespołów i producent muzyczny
- 27 czerwca – Włatko Łozanoski, macedoński piosenkarz
- 30 czerwca
  - Rafał Blechacz, polski pianista
  - Elena Gheorghe, rumuńska piosenkarka muzyki pop
- 1 lipca – Sebalter, właśc. Sebastiano Paù-Lessi, szwajcarski piosenkarz i skrzypek
- 2 lipca
  - Włatko Iliewski, macedoński aktor i piosenkarz (zm. 2018)
  - Gunnhild Sundli, norweska wokalistka zespołu Gåte
  - Ashley Tisdale, amerykańska piosenkarka i aktorka
- 3 lipca
  - Julianna Awdiejewa, rosyjska pianistka
  - Mela Koteluk, polska piosenkarka
- 4 lipca
  - Mateusz Dębski, polski kompozytor i pianista
  - Lartiste, marokańsko-francuski piosenkarz i raper
- 5 lipca
  - Nick O’Malley, brytyjski muzyk, basista zespołu Arctic Monkeys
  - Lucía Pérez Vizcaíno, hiszpańska piosenkarka
- 6 lipca – Nye Oakley, brytyjski piosenkarz, gracz rugby, członek zespołu Lexington Bridge
- 8 lipca
  - Jamie Cook, brytyjski muzyk, gitarzysta zespołu Arctic Monkeys
  - Paweł Nowak, polski akordeonista, pedagog, kompozytor, aranżer
- 9 lipca – Kai-Pekka Kangasmäki, fiński muzyk heavymetalowy, kompozytor i instrumentalista
- 10 lipca – Szymon Komasa, polski śpiewak (baryton)
- 11 lipca
  - Petra Gargano, fińska piosenkarka
  - Chris Trousdale, amerykański aktor i piosenkarz (zm. 2020)
- 13 lipca – Maja Kleszcz, polska piosenkarka, muzyk i producentka muzyczna
- 18 lipca – Bovska, właśc. Magda Grabowska-Wacławek, polska piosenkarka, autorka tekstów, ilustratorka
- 22 lipca – Ryan Dolan, irlandzki piosenkarz
- 24 lipca – Joyryde, brytyjski DJ i producent muzyczny
- 27 lipca – Young Dolph, amerykański raper (zm. 2021)
- 31 lipca – Shannon Curfman, amerykańska blues-rockowa gitarzystka, wokalistka, autorka tekstów i kompozytor
- 1 sierpnia – Flow La Movie, portorykański producent muzyczny (zm. 2021)
- 2 sierpnia – GeeGun, właśc. Denis Ustymenko-Weinstein, ukraińsko-rosyjski raper i autor tekstów
- 3 sierpnia – Brent Kutzle, amerykański muzyk, basista i wiolonczelista zespołu OneRepublic
- 4 sierpnia
  - Kina Grannis, amerykańska piosenkarka, gitarzystka i autorka piosenek
  - Dasza Astafjewa, ukraińska modelka i piosenkarka
- 5 sierpnia – Annalisa, włoska piosenkarka i autorka tekstów
- 6 sierpnia – Davide Petrella, włoski piosenkarz, autor tekstów i kompozytor
- 9 sierpnia – Jewgienij Jacenko, polsko-ukraiński śpiewak (kontratenor) (zm. 2005)
- 15 sierpnia
  - Maria Holka, polska kompozytorka muzyki filmowej, rozrywkowej, aranżerka, piosenkarka, autorka tekstów, pianistka, muzykolog i pedagog
  - Nipsey Hussle, amerykański raper (zm. 2019)
- 16 sierpnia – Hades, właśc. Łukasz Bułat-Mironowicz, polski raper
- 22 sierpnia – Teemu Keisteri, fiński artysta plastyk i DJ
- 24 sierpnia – Agata Nizińska, polska piosenkarka i aktorka
- 25 sierpnia
  - Andien, właśc. Andini Aisyah Hariadi, indonezyjska piosenkarka
  - Wynter Gordon, amerykańska piosenkarka i autorka piosenek
  - Linda Pira, szwedzka raperka
- 26 sierpnia – Katarzyna Budnik, polska altowiolistka i nauczyciel akademicki
- 27 sierpnia – Daniel Küblböck, niemiecki piosenkarz i aktor (zm. 2018)
- 28 sierpnia – Sebastian Ładyżyński, polski kompozytor
- 3 września – Natalie Plöger, niemiecka kontrabasistka zespołu Elaiza
- 7 września – Alona Łanska, białoruska piosenkarka
- 11 września – Raptor, portugalski raper i producent muzyczny (zm. 2010)
- 12 września
  - Paulina Przybysz, polska wokalistka i kompozytorka, znana z duetu Sistars
  - Headhunterz, właśc. Willem Rebergen, holenderski DJ i producent muzyczny
- 14 września – Alex Clare, brytyjski piosenkarz i autor tekstów
- 16 września
  - Hollywood Hank, niemiecki raper
  - Diana Yukawa, japońsko-brytyjska skrzypaczka
- 17 września
  - Bjanka, właśc. Tacciana Lipnicka, białoruska i rosyjska piosenkarka R&B
  - Jimmy Jansson, szwedzki piosenkarz, autor tekstów, producent i kompozytor
  - Rafał Piotrowski, polski piosenkarz i autor tekstów, wokalista zespołu Decapitated
  - Jon Walker, amerykański gitarzysta basowy
- 26 września
  - Lenna Kuurmaa, estońska piosenkarka i aktorka, wokalistka zespołu Vanilla Ninja
  - Marcin Mroziński, polski aktor, piosenkarz i prezenter telewizyjny
  - Matt Pokora, francuski piosenkarz, tancerz, kompozytor i aktor
- 30 września – T-Pain, właśc. Faheem Rasheed Najm, amerykański raper, piosenkarz i producent muzyczny
- 1 października – Paluch, właśc. Łukasz Paluszak, polski raper
- 3 października – Mike Foyle, brytyjski DJ i producent muzyczny
- 4 października
  - Shontelle, piosenkarka i autorka tekstów z Barbadosu
  - Slavko Kalezić, czarnogórski piosenkarz i autor tekstów
- 5 października – Nicola Roberts, brytyjska piosenkarka Girls Aloud
- 7 października – Agata Szymczewska, polska skrzypaczka i kameralistka, pedagog, zwyciężczyni XIII Międzynarodowego Konkursu Skrzypcowego im. Henryka Wieniawskiego w Poznaniu
- 8 października
  - Elliphant, szwedzka piosenkarka, autorka tekstów i raperka
  - Bruno Mars, amerykański piosenkarz, kompozytor i autor piosenek
- 9 października – Joakim Lundell, szwedzki DJ, producent muzyczny i youtuber
- 10 października – Marina Diamandis, brytyjska piosenkarka, kompozytorka i autorka tekstów
- 11 października – Margaret Berger, norweska piosenkarka i autorka tekstów
- 18 października – Nemanja Radulović, serbski skrzypek
- 19 października – James Newman, brytyjski piosenkarz i autor tekstów
- 22 października
  - Hadise, turecka piosenkarka
  - Lazee, szwedzki raper
- 25 października – Ciara, amerykańska piosenkarka R&B
- 26 października – Soko, właśc. Stéphanie Sokolinski, francuska piosenkarka indierockowa i aktorka
- 28 października – Nomcebo Zikode, południowoafrykańska piosenkarka i autorka tekstów
- 5 listopada – Kate DeAraugo, australijska piosenkarka i autorka tekstów
- 10 listopada – Ricki-Lee Coulter, australijska piosenkarka, autorka tekstów, prezenterka telewizyjna i radiowa
- 13 listopada – WdoWa, właśc. Małgorzata Jaworska, polska raperka
- 25 listopada – Andrius Pojavis, litewski piosenkarz
- 26 listopada – Mesajah, właśc. Manuel Rengifo Diaz, polski piosenkarz reggae i raper
- 27 listopada – Christina Novelli, brytyjska piosenkarka i DJ muzyki trance
- 28 listopada
  - Lefa, francuski raper
  - Rasmussen, duński piosenkarz
  - Magdi Rúzsa, węgierska piosenkarka
  - Shy’m, właśc. Tamara Marthe, francuska piosenkarka
- 1 grudnia – Janelle Monáe, amerykańska piosenkarka, tancerka, autorka tekstów oraz performerka
- 4 grudnia
  - Ektor, czeski raper
  - Krista Siegfrids, fińska piosenkarka, kompozytorka i autorka tekstów
- 6 grudnia
  - Ania Karwan – polska piosenkarka
  - Dulce María – meksykańska piosenkarka i aktorka
- 10 grudnia
  - Vincent Bueno, austriacki piosenkarz, kompozytor i muzyk pochodzenia filipińskiego
  - Grace Chatto, brytyjska muzyk, wiolonczelistka i wokalistka zespołu Clean Bandit
  - Raven-Symoné, amerykańska aktorka, piosenkarka, tancerka, autorka tekstów
- 15 grudnia – Emilia Suhonen, fińska gitarzystka zespołu The Rasmus
- 16 grudnia – Haftberehl, niemiecki raper
- 17 grudnia – Katri Ylander, fińska piosenkarka
- 22 grudnia – Edurne, właśc. Edurne García Almagro, hiszpańska piosenkarka, aktorka i prezenterka telewizyjna
- 23 grudnia – Bonez MC, właśc. John-Lorenz Moser, niemiecki raper

## Zmarli
- 1 stycznia – Hermann Reutter, niemiecki kompozytor (ur. 1900)
- 4 stycznia – Lovro von Matačić, chorwacki dyrygent (ur. 1899)
- 10 stycznia – Anton Karas, austriacki wirtuoz cytry, także kompozytor (ur. 1906)
- 18 stycznia – Beata Artemska, polska tancerka, śpiewaczka, aktorka teatralna i kabaretowa, także reżyserka, scenarzystka (ur. 1918)
- 19 stycznia – Tadeusz Wawrzynowicz, polski skrzypek, pedagog, działacz muzyczny (ur. 1905)
- 25 stycznia – Gjyzepina Kosturi, albańska śpiewaczka operowa (sopran) (ur. 1912)
- 7 lutego – Matt Monro, właśc. Terence Edward Parsons, angielski piosenkarz balladzista (ur. 1930)
- 11 lutego – Janusz Jędrzejczak, polski kompozytor i dyrygent (ur. 1921)
- 22 lutego – Efrem Zimbalist, amerykański skrzypek, kompozytor, dyrygent i pedagog rosyjsko-żydowskiego pochodzenia, wieloletni dyrektor Curtis Institute of Music (ur. 1889)
- 28 lutego – David Byron, brytyjski wokalista rockowy, muzyk zespołu Uriah Heep (ur. 1947)
- 11 marca – Teodor Zalewski, polski dyrygent i pedagog muzyczny (ur. 1897)
- 12 marca – Eugene Ormandy, amerykański dyrygent pochodzenia węgierskiego (ur. 1899)
- 16 marca – Roger Sessions, amerykański kompozytor i pedagog (ur. 1896)
- 19 marca – Leopold Tyrmand, polski pisarz i publicysta, popularyzator jazzu w Polsce (ur. 1920)
- 23 marca – Zoot Sims, amerykański saksofonista jazzowy (ur. 1925)
- 26 marca – Žarko Jovanović, serbski muzyk i kompozytor romskiego pochodzenia (ur. 1925)
- 3 maja – Wojciech Belon, polski pieśniarz i balladzista (ur. 1952)
- 6 maja – Tadeusz Bursztynowicz, polski reżyser teatralny, współzałożyciel Opery Śląskiej, dyrektor Opery i Operetki Warszawskiej, współzałożyciel i dyrektor Teatru Muzycznego w Szczecinie (ur. 1920)
- 7 maja – Jerzy Młodziejowski, polski geograf, taternik, krajoznawca, skrzypek i altowiolista, kompozytor, dyrygent, krytyk muzyczny, publicysta (ur. 1909)
- 12 maja – Bohdan Wodiczko, polski dyrygent i pedagog muzyczny (ur. 1911)
- 18 maja – Hilding Rosenberg, szwedzki kompozytor (ur. 1892)
- 16 lipca – Wayne King, amerykański dyrygent, klarnecista i kompozytor (ur. 1901)
- 17 lipca – Czesław Marek, polski kompozytor, pianista i pedagog (ur. 1891)
- 1 sierpnia – Fernando Previtali, włoski dyrygent (ur. 1907)
- 5 sierpnia – Piotr Marek, polski wokalista, gitarzysta, autor tekstów, malarz, fotograf, lider zespołu Düpą (ur. 1950)
- 7 sierpnia – Mateusz Święcicki, polski kompozytor, aranżer, publicysta i dziennikarz radiowy (ur. 1933)
- 12 sierpnia – Marcel Mihalovici, francuski kompozytor pochodzenia rumuńskiego (ur. 1898)
- 24 sierpnia
  - Paul Creston, amerykański kompozytor, pianista i pedagog pochodzenia włoskiego (ur. 1906)
  - Zdzisława Wojciechowska, polska wiolonczelistka, pedagog muzyczny (ur. 1907)
- 3 września – Jo Jones, amerykański perkusista jazzowy (ur. 1911)
- 6 października
  - Franco Ferrara, włoski dyrygent (ur. 1911)
  - Lola Gjoka, albańska pianistka (ur. 1910)
- 12 października – Ricky Wilson, gitarzysta amerykański, członek grupy rockowej The B-52’s (ur. 1953)
- 14 października – Emil Gilels, rosyjski pianista (ur. 1916)
- 18 października – Stefan Askenase, polsko-belgijski pianista i pedagog żydowskiego pochodzenia (ur. 1896)
- 22 października – Viorica Ursuleac, rumuńska śpiewaczka operowa (sopran) (ur. 1894)
- 23 października – Witalis Dorożała, polski dyrygent chóralny, nauczyciel muzyki i animator życia muzycznego (ur. 1906)
- 27 października – Tola Mankiewiczówna, polska aktorka, piosenkarka i śpiewaczka operowa (sopran liryczny) (ur. 1900)
- 1 listopada – Leighton Lucas, angielski kompozytor i dyrygent (ur. 1903)
- 7 listopada – Josef Rufer, austriacki teoretyk muzyki, krytyk muzyczny i pedagog (ur. 1893)
- 24 listopada – Big Joe Turner, czarnoskóry bluesman amerykański związany z takimi stylami jak jump i screaming blues (ur. 1911)
- 9 grudnia – Ireneusz Iredyński, polski prozaik, dramaturg, poeta, scenarzysta i autor piosenek (ur. 1939)
- 12 grudnia – Ian Stewart, szkocki pianista, jeden z twórców (obok Briana Jonesa) zespołu The Rolling Stones (ur. 1938)
- 28 grudnia – David Ewen, amerykański historyk muzyki rozrywkowej, krytyk muzyczny (ur. 1907)
- 31 grudnia – Ricky Nelson, amerykański aktor, piosenkarz i gitarzysta popowy (ur. 1940)

## Albumy
Treść tej sekcji należy opracować w taki sposób, aby nie uwypuklała nadmiernie polskiej specyfiki / aby nie zawężała się tylko do polskich warunków
 Po wyeliminowaniu niedoskonałości należy usunąć szablon {{Dopracować}} z tej sekcji.

### polskie
- Ballady Leonarda Cohena – „Alleluja” – Maciej Zembaty
- Video – 2 plus 1
- Aya RL (czerwona) – Aya RL
- Live – Azyl P.
- Mamy czas – Banda i Wanda
- Cegła – Dżem
- Dzień, w którym pękło niebo – Dżem
- Biada, biada, biada – Izrael
- Martyna Jakubowicz Live – Martyna Jakubowicz
- Kombi 4 – Kombi
- Władysław Komendarek – Władysław Komendarek
- Drop Everything – Lady Pank
- Anatomia – Lombard
- Hope and Penicillin – Lombard
- Wet Cat – Maanam
- Sztuka latania – różni wykonawcy
- Złota płyta – Shakin’ Dudi
- Wyspa dzikich – Jacek Skubikowski
- Bez grawitacji – Ryszard Sygitowicz
- Chamy idą – T.Love
- Smak ciszy – Turbo
- Magda Umer – Magda Umer
- Za nami noc... – Zespół Reprezentacyjny

### zagraniczne
- Hunting High and Low – A-ha
- Fly on the Wall – AC/DC
- Metal Heart – Accept
- Hot Girls, Bad Boys – Bad Boys Blue
- You Are the One – Baden Baden
- Hounds of Love – Kate Bush
- Various Positions – Leonard Cohen (luty, wydanie europejskie)
- No Jacket Required – Phil Collins
- The Head on the Door – The Cure
- You’re Under Arrest – Miles Davis
- Frankenchrist – Dead Kennedys
- The Singles 81→85 – Depeche Mode
- Catching Up With Depeche Mode – Depeche Mode
- Brothers in Arms – Dire Straits
- Biograph – Bob Dylan
- Empire Burlesque – Bob Dylan
- Boys and Girls – Bryan Ferry
- Scener – Per Gessle
- Walls of Jericho – Helloween
- Whitney Houston – Whitney Houston
- Live After Death – Iron Maiden
- Asylum – KISS
- Radio – LL Cool J
- Mad Not Mad – Madness
- Misplaced Childhood – Marillion
- Primitive Love – Miami Sound Machine
- The 1st Album – Modern Talking
- Let’s Talk About Love – Modern Talking
- No Rest for the Wicked – New Model Army
- Low-Life – New Order
- Live in Rio (VHS z koncertem) – Queen
- Freaky Styley – Red Hot Chili Peppers
- King of Rock – Run-D.M.C.
- Power Windows – Rush
- Jennifer Rush – Jennifer Rush
- The Long Play – Sandra
- First and Last and Always – The Sisters of Mercy
- The Dream of the Blue Turtles – Sting
- Tina Live in Private Dancer Tour – Tina Turner
- Mad Max III – Beyond Thunderdome – Tina Turner
- Wide Awake in America (EP) – U2
- Rain Dogs – Tom Waits
- Old Rottenhat – Robert Wyatt
- All My Best – Ricky Nelson

## Muzyka poważna
- 7. Międzynarodowy Konkurs Pianistyczny im. Van Cliburna
- XI Międzynarodowy Konkurs Pianistyczny im. Fryderyka Chopina
- Powstaje Renaissance Concerto Lukasa Fossa
- Powstaje Saxophone Quartet Lukasa Fossa

## Musicale
- 8 października – Londyńska premiera Les Misérables (adaptacji Nędzników) na deskach Barbicane Centre na londyńskim West Endzie

## Nagrody
- Konkurs Piosenki Eurowizji 1985
  - „La det swinge”, Bobbysocks